# Lolotla
Lolotla è un comune del Messico, situato nello stato di Hidalgo.